# Катал
Катал је СИ изведена јединица за каталитичку активност. Дефинише се као молови у секунди. Име катал се користи за ову јединицу већ деценијама, али је тек 1999. постала званична СИ изведена јединица Резолуцијом 12 двадесетпрве Генералне конференције тежина и мера, на предлог Међународне федерације клиничке хемије и лабораторијске медицине. Формалним усвајањем катала се нада да ће се смањити коришћење не-СИ јединице зване „јединица“, симбол "U", дефинисане као микромолови у минуту. Сада се у пракси „јединице“ чешће користе него катал, али њиховој дефиницији фали кохерентност са СИ системом.
Катал се не користи да изрази темпо реакције; то се изражава у моловима у секунди. Он се користи за мерење количине катализатора. Један катал трипсина, на пример, је она количина трипсина која разбија један мол пептидне везе у секунди.